# Les Bad Guys
Série Les Bad Guys
Les Bad Guys 2
(2025)
Pour plus de détails, voir Fiche technique et Distribution.
Les Bad Guys ou Les Méchants au Québec (The Bad Guys) est un film d'animation américano-japonais réalisé par Pierre Perifel et sorti en 2022. Il s'agit d'une adaptation cinématographique de la série de bande dessinée Les Super Méchants (Les Méchants au Québec) d'Aaron Blabey, débutée en 2015.
Le film se déroule dans un monde où humains et animaux anthropomorphes vivent côte à côte. Le gang des Bad Guys y est mondialement recherché. Alors qu'ils sont sur le point d'être arrêtés et condamnés pour leurs nombreux crimes, Loup fait mine de s'amender et promet que lui et ses comparses vont devenir des citoyens modèles. Mais lorsqu'un nouvel ennemi fait son apparition, les Bad Guys vont devoir devenir des citoyens modèles pour de bon s'ils veulent arrêter celui-ci et permettre à Loup d'obtenir ce dont il a toujours rêvé : la reconnaissance d'autrui.

## Synopsis
À Los Angeles, où les humains et les animaux anthropomorphes coexistent, le voleur à la tire et à la tête froide M. Loup dirige « Les Bad Guys », une bande d'infâmes animaux criminels composé de M. Serpent (l’expert en perçage de coffre), Mlle Tarentule (la Hacker), M. Requin (le Maître du déguisement) et M. Piranha (le Bagarreur). Ils commettent des vols effrontés et échappent toujours aux autorités, en raison de l'interprétation qu'a le public d'eux comme étant intrinsèquement mauvais.
Se sentant insulté par la gouverneure Diane Foxington via la télévision lors d’un direct en disant qu'il sont à la ramasse, Loup convainc sa bande de commettre un braquage qui serait le plus grand de leur carrière : voler le précieux prix du Dauphin d’Or au philanthrope cochon d'Inde, le professeur Marmelade, lors d´une soirée d’investiture. Pendant le braquage, Loup sauve par inadvertance une femme âgée en essayant de lui voler son sac. Cette dernière le remercie et le considère comme étant une gentille personne, ce qui conduit Loup à éprouver des remords pour ses méfaits. Après que le gang a été exposé et arrêté à la suite d'une tentative d'évasion infructueuse, Loup persuade Marmelade avec l'approbation de Foxington de les réformer et de devenir de bonnes personnes, prévoyant cependant de profiter du prétexte afin de voler à nouveau la récompense avec son gang.
Marmelade invite le gang des Bad Guys chez lui, mais les malfrats ont du mal avec ses leçons de bienfaisance, incapables de s'adapter à un bon comportement. Après l'échec d'une "effraction" pour sauver un troupeau de cobayes cochons d’Inde d'un laboratoire de recherche (en raison du commandant en second des Bad Guys, M. Serpent, qui a tenté de les manger plutôt que de les sauver ayant un moment de tentation étant friand de ces rongeurs), Diane décide d'abandonner l'expérience mais cède quand Loup avoue qu'il méprise être haï pour son espèce ; elle admet qu'elle le comprend et qu'elle a de l'espoir pour lui. Loup contemple la question de pouvoir changer pour lui-même plutôt que pour les autres et réussit à sauver un chaton d'un arbre, que Marmelade filme et publie sur les réseaux sociaux, renversant ainsi l'image publique de la bande. Cependant, Serpent soupçonne Loup que ce changement soudain ne le change définitivement de son quotidien de malfrat, et craint de perdre le contact avec son meilleur ami.
Lorsque le gang décide d’exécuter un nouveau plan pour voler à nouveau la récompense de Marmelade lors d'un gala de charité, Loup ne peut se résoudre à exécuter le plan. Soudain, une météorite exposée chez le Professeur est volée, et un message que Loup avait l'intention de montrer au public pour leur plan d'origine fait blâmer le gang pour le vol. Une fois arrêtés, Marmelade les rencontre en privé et révèle qu'il a lui-même volé sa propre météorite et avoir délibérément prévu que le gang en prenne le blâme (le cochon d’Inde se révèlera également être la vieille femme que Loup avait aidé lors de la cérémonie d’investiture). En prison, Loup explique à son gang son désir de ne plus être un criminel et affirme qu'ils peuvent tous s'améliorer et devenir gentils aux yeux du reste du monde. Cependant Serpent refuse cette idée, buté sur le fait que le monde ne les verra jamais comme autre chose que des animaux détestables, et qu’ils doivent rester à jamais des Bad Guys. Une bagarre se déclenche alors entre les deux amis, mais leur combat est interrompu lorsque la Patte Écarlate (un criminel notoire ayant fait forte impression par le passé et n’ayant jamais été coincé par les autorités), les sauvent et se révèle être Diane. Cette dernière, après avoir écouté avec scepticisme les propos de Marmelade peu après l'arrestation des Bad Guys lors du gala, l'a rapidement soupçonné d’être responsable du sort de la bande lors du soi-disant vol de la météorite.
Une fois évadés de prison, le gang abandonne Loup pour les avoir lâchés. Mais ils retournent à leur cachette, ils la découvre complètement vidée de leur butin longuement accumulé, Loup ayant discrètement révélé son emplacement à Diane plus tôt lors du gala pour se faire racheter de ses crimes. Après que Serpent ait volontairement donné à Requin sa dernière part de glace par gentillesse, les autres membres se rendent compte qu'ils peuvent eux aussi changer et devenir de meilleures personnes comme leur a dit Loup, et songent à partir l’aider. Cependant, Serpent nie ce changement et les abandonnent, furieux. Pendant ce temps, Marmelade prévoit d'utiliser la météorite pour alimenter un dispositif de contrôle mental afin d'hypnotiser une armée de cochons d’Inde (les mêmes que devaient libérer les Bad Guys plus tôt dans le film) pour voler ses propres fonds de charité, ce qui serait le plus grand braquage jamais commis sur Terre.
Pendant ce temps, Loup et Diane se rendent chez elle. Loup est très malheureux et ne sait plus quoi faire. Diane lui raconte alors comment elle s'est réformée par le passé : elle a également tenté de voler le Dauphin d'Or et était sur le point de réussir mais elle a finalement renoncé après s'être vue comme étant la renarde fourbe dont on l'avait toujours perçu. C'est depuis cette décision qu'elle a décidé d'aider les gens plutôt que de leur faire du mal et elle termine en avouant à Loup qu'il a bien agi, que les membres du gang comprendront s'ils sont de vrais amis.
C'est alors qu'ils découvrent quel est le projet de Marmelade et, après s'être équipés, entrent par effraction dans la propriété de ce dernier pour voler la météorite, mais sont finalement capturés par Marmelade et Serpent qui a choisi son camp. Ils sont secourus juste à temps par le reste de la bande, puis volent la météorite et déjouent le braquage de Marmelade. Ils arrivent au poste de police pour rendre la météorite jusqu'à ce que Loup et son gang ne se ravisent et décident de ramener Serpent parmi eux malgré sa trahison. Pendant la poursuite, Marmelade trahit Serpent pour s’envoler avec la météorite, laissant Serpent seul mais bien rapidement retrouvé et pardonné par Loup et les autres Bad Guys.
Après avoir sauvé Serpent et détruit le casque de contrôle mental de Marmelade, le gang se rend aux autorités pour empêcher Diane de révéler son ancien passé de criminelle. Marmelade tente de s'attribuer le mérite d'avoir récupéré la météorite, mais il est révélé par la suite qu'il s'agit d'une lampe. Plus tôt, Serpent qui, depuis le début, avait accepté de changer avant de faire semblant de s’associer à Marmelade, a secrètement pris le contrôle des cochons d'Inde afin qu'ils échangent la véritable météorite par la lampe dont la forme était exactement identique à l’originale, avant de surcharger le dispositif d’alimentation de la vraie météorite à l'intérieur du sous-sol de Marmelade. Cette action a fait imploser toute la propriété de loin et a révélé Marmelade comme le véritable voleur. Par ailleurs, un diamant qu'il a précédemment volé à Diane (en tant que Patte Écarlate) tombe de son costume après que le cochon d’Inde ne se fasse aplatir par le poids de la lampe-météorite, diamant que les autorités reconnaissent comme ayant été volé par la Patte Écarlate il y a des années. Impliqué comme étant le légendaire malfrat mais aussi le voleur de la météorite, Marmelade est arrêté, de même pour les Bad Guys afin qu’ils puissent expier leurs crimes passés.
Un an plus tard, les Bad Guys sont libérés de prison à la suite d'une réduction de peine pour bonne conduite, et s’associent à Diane pour commencer leur nouvelle carrière de lutte contre le crime.

## Fiche technique
Sauf indication contraire, les informations mentionnées dans cette section peuvent être confirmées par la base de données cinématographiques IMDb,  présente dans la section « Liens externes ».
- Titre français : Les Bad Guys
- Titre québécois : Les Méchants[3]
- Titre original : The Bad Guys
- Réalisation : Pierre Perifel
- Scénario : Etan Cohen, d'après l'œuvre d'Aaron Blabey
- Musique : Daniel Pemberton
- Animation : Fredrik Nilsson
- Direction artistique : Floriane Marchix, Seth Engstrom et Andy Gaskill
- Montage : John Venzon
- Production : Rebecca Huntley et Damon Ross
  - Production déléguée : Aaron Blabey, Etan Cohen et Patrick Hughes
- Société de production : DreamWorks Animation
- Société de distribution : Universal Pictures
- Pays de production :  États-Unis,  Japon[1]
- Langue originale : anglais
- Format : couleur — 2,35:1
- Genre : animation et comédie
- Durée : 100 minutes
- Dates de sortie :
  - Belgique : 23 mars 2022
  - France et Suisse romande : 6 avril 2022[2],[4]
  - Canada et États-Unis : 22 avril 2022[5]

## Distribution

### Voix originales
- Sam Rockwell : Mr. Wolf
- Marc Maron : Mr. Snake
- Craig Robinson : Mr. Shark
- Awkwafina : Ms. Tarentula
- Anthony Ramos : Mr. Piranha
- Richard Ayoade : le professeur Marmelade
- Zazie Beetz : Diane Foxington
- Alex Borstein : la cheffe de la police
- Lilly Singh : Tiffany Fluffit
- Walt Dohrn : le scientifique
- David P. Smith : le gardien de prison et le protestataire
- Barbara Goodson : la vieille dame
- Dina Morrone : l'annonceur du musée et l'assistante de Diane
- Michael Godere : le livreur
- Kelly Cooney Cilella : une gardienne de prison
- John Venzon : le policier paniqué
- Josse Averna : un gardien de prison

Galerie photo des interprètes de la version originale
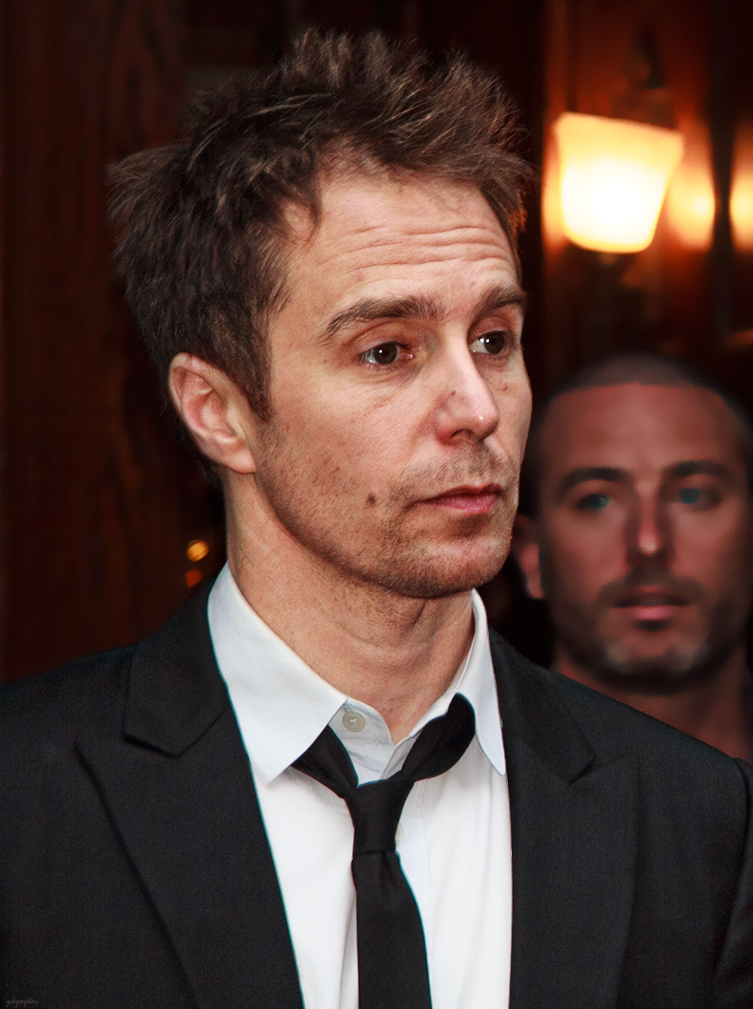
Sam Rockwell
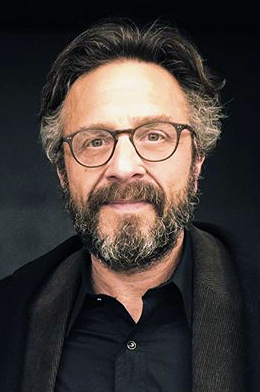
Marc Maron
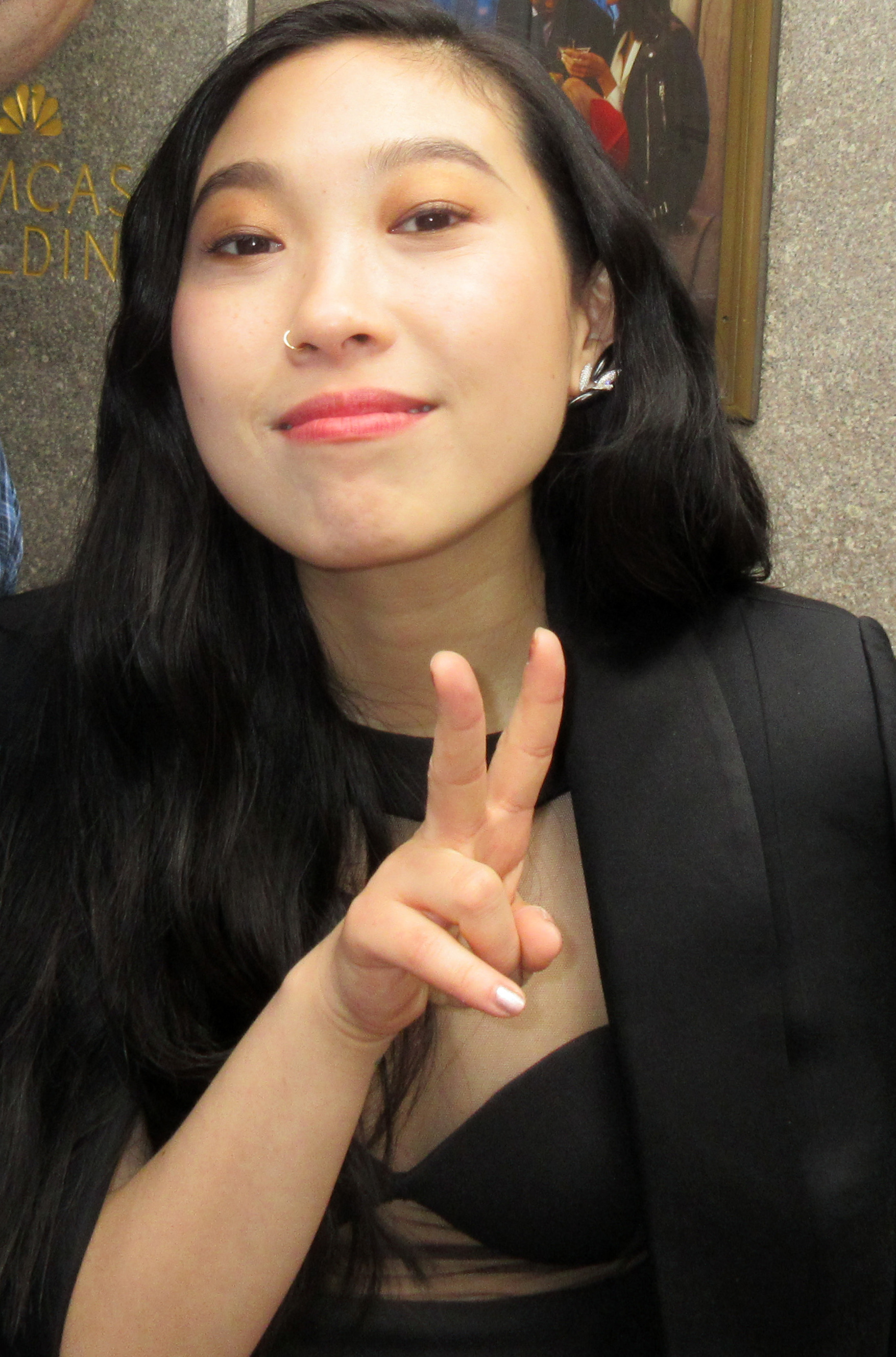
Awkwafina
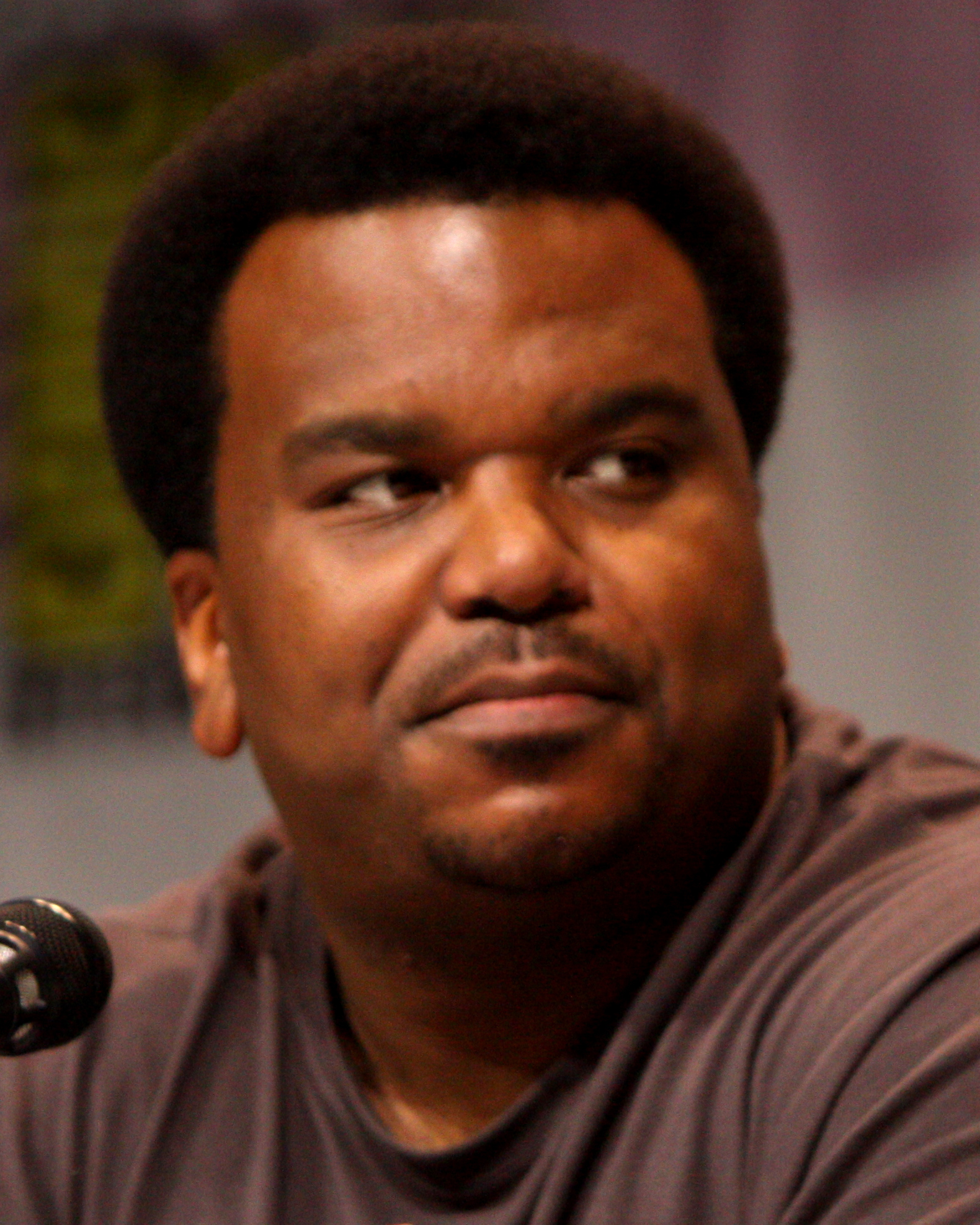
Craig Robinson
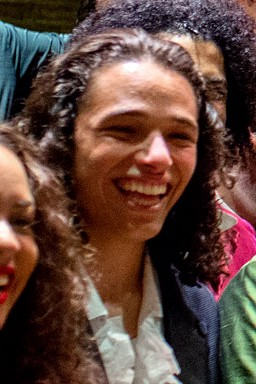
Anthony Ramos
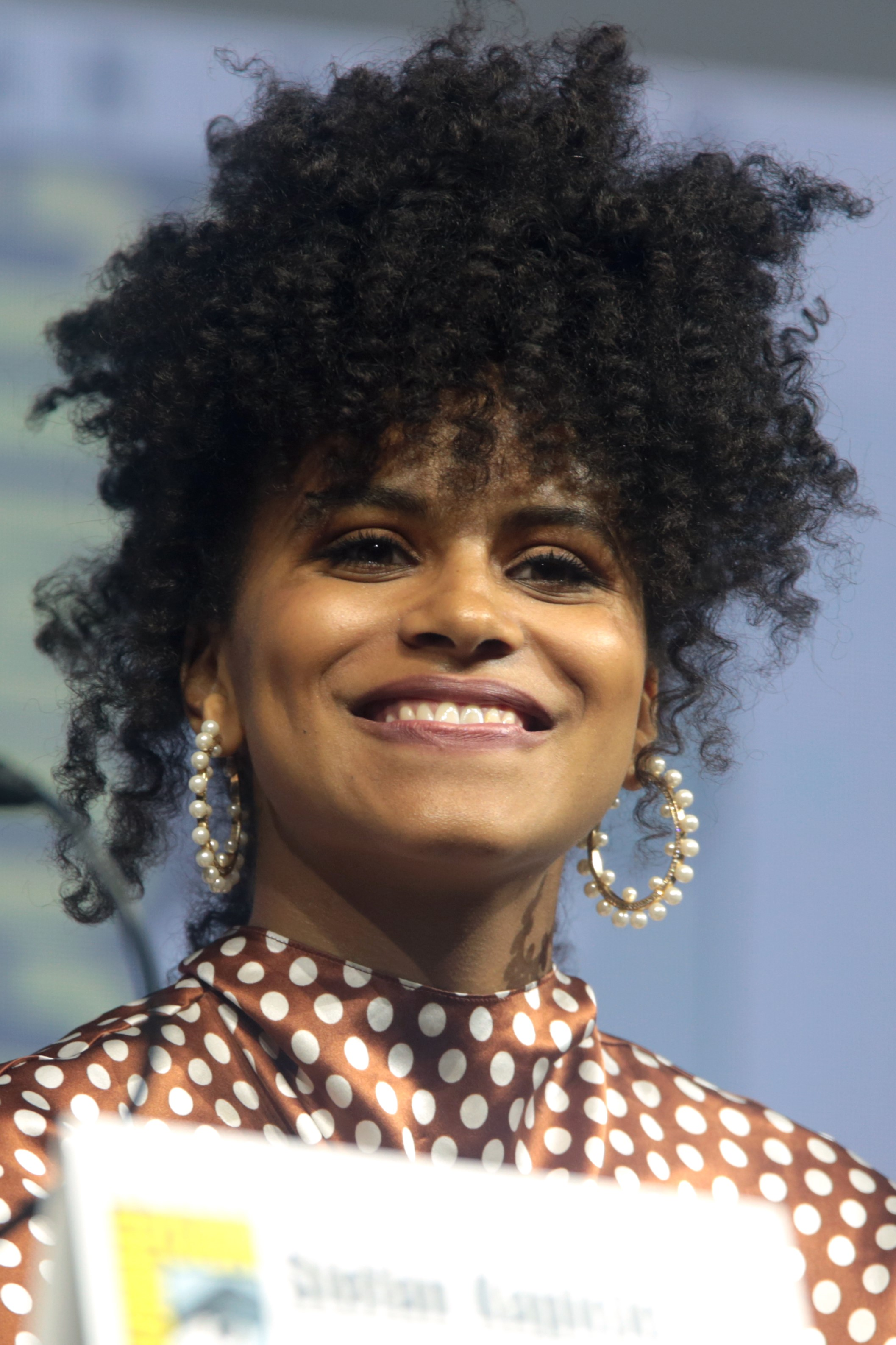
Zazie Beetz
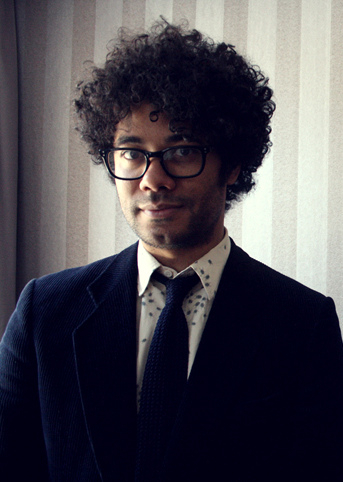
Richard Ayoade
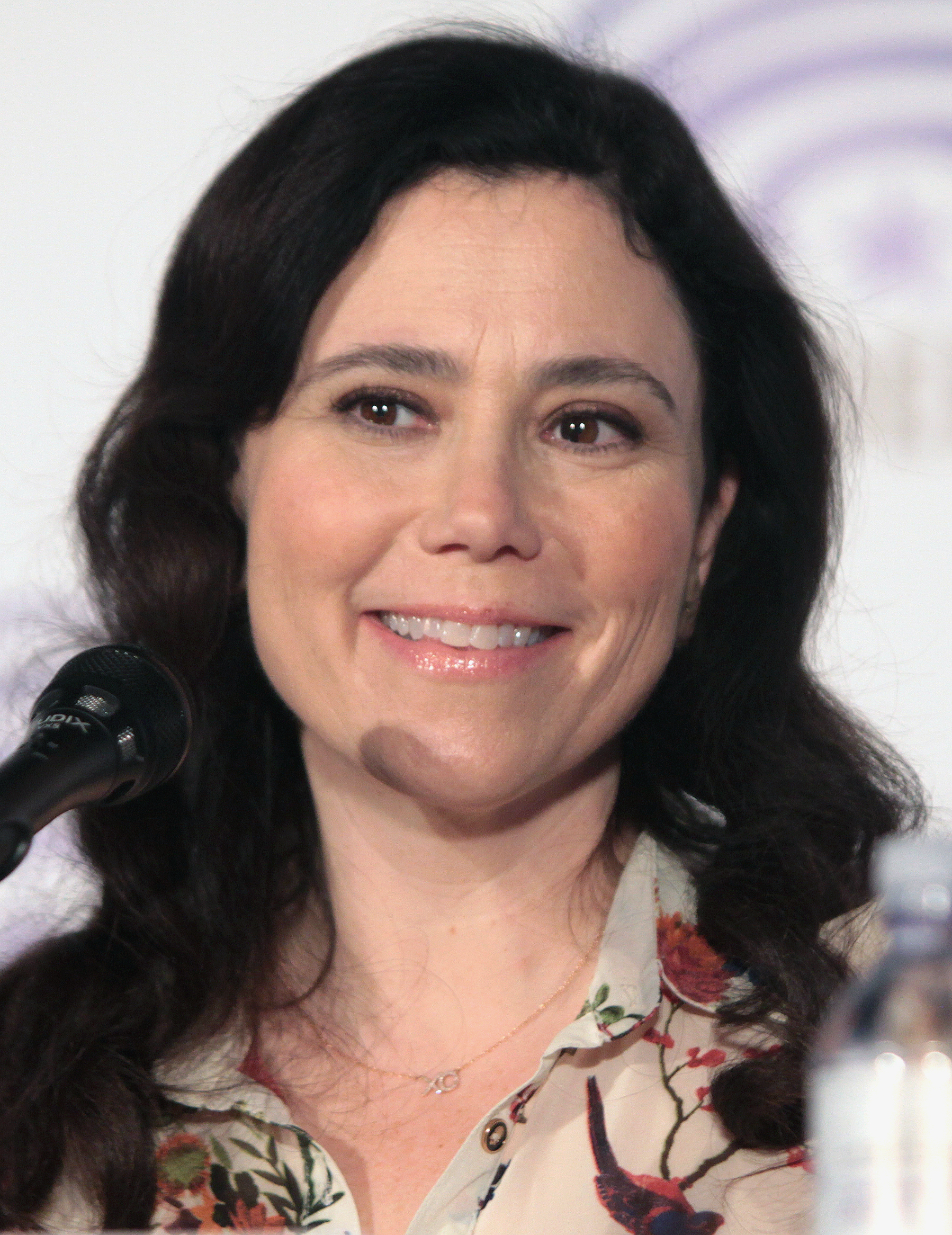
Alex Borstein
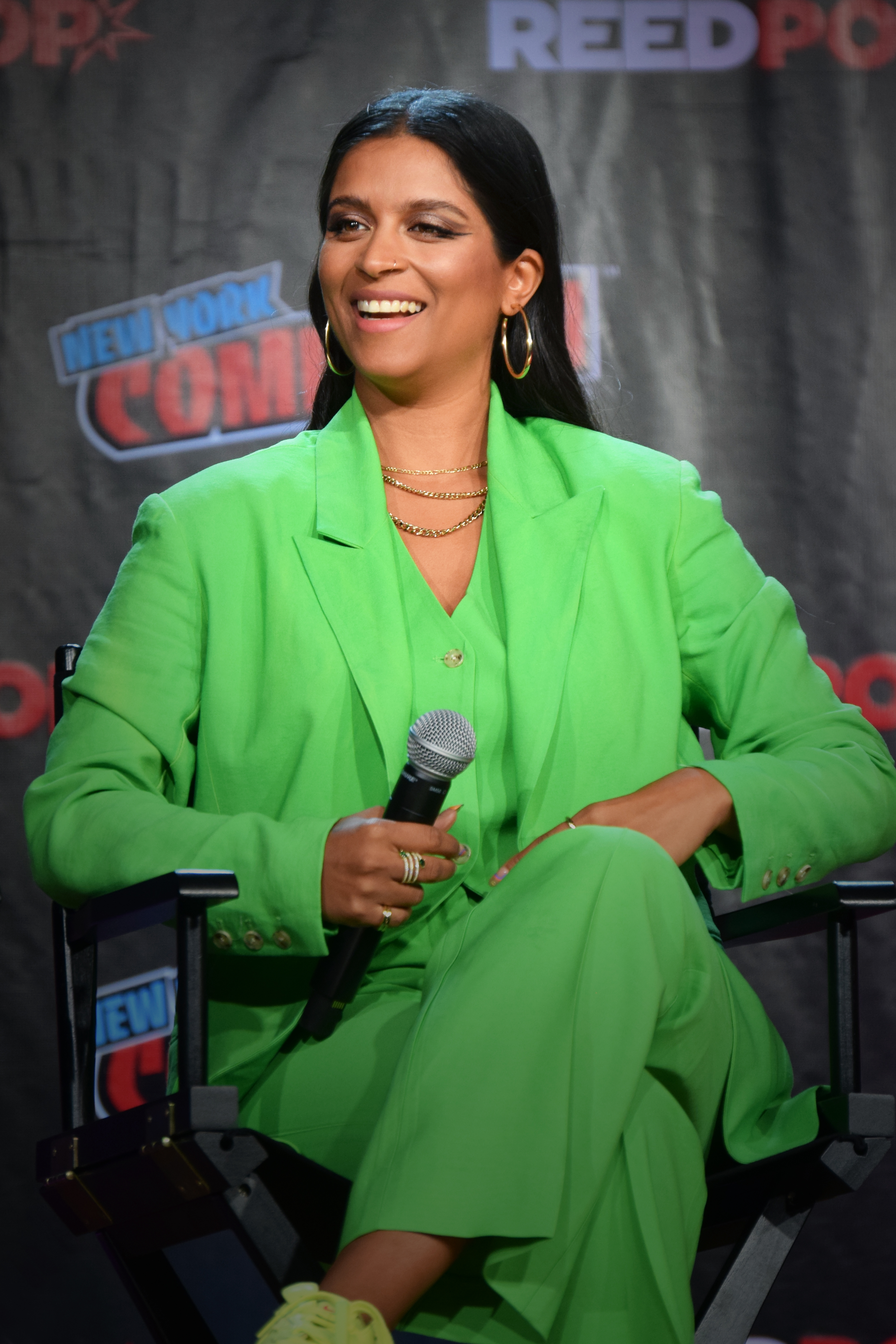
Lilly Singh

### Voix françaises
- Pierre Niney : M. Loup
- Igor Gotesman : M. Serpent
- Jean-Pascal Zadi : M. Requin
- Doully : Mlle Tarentule
- Benoît Cauden : M. Piranha
- Antoine Schoumsky : le professeur Marmelade et la vieille dame
- Alice Belaïdi : Diane Foxington
- Laëtitia Lefebvre : la cheffe de la police
- Natasha Andrews : Tiffany Fluffit

### Voix québécoises
- Gilbert Lachance : M. Loup
- Sébastien Dhavernas : M. Serpent
- Fayolle Jean Jr. : M. Requin
- Pascale Montreuil : Mme Tarentule
- Nicolas Bacon : M. Pirahna
- Hugolin Chevrette-Landesque : le professeur Marmelade
- Catherine Brunet : Diane Foxington
- Christine Bellier : la cheffe de police

## Accueil

### Accueil critique
Le site Allociné propose une moyenne de 3,7/5 à partir de l'interprétation de 18 critiques presse. Les sites Rotten Tomatoes et Metacritic donnent respectivement les notes de 84 % et de 62 %,.
Pour Dernières Nouvelles d'Alsace, ce film d'animation est de la même trempe qu'un « Disney-Pixar, mais il tranche par sa singularité ». 20 Minutes espère qu'un deuxième volet verra le jour car « Les Bad Guys est un bonheur de film dont le rythme foisonnant entraîne le spectateur dans un festival de suspense et d'éclats de rire ». Pour le Journal du Geek, c'est « une jolie surprise animée », avec « un braquage dans les règles de l'art, qui réussira à convaincre les petits et les grands enfants ». Ouest-France juge que « si le scénario multiplie les rebondissements au risque du trop-plein, la dynamique dévastatrice de l'ensemble finit par tout emporter ». Première s'exprime en ces termes : « Si la réalisation, comme l'animation, ne brillent pas par leur originalité, l'efficacité est indéniable. »

### Box-office
Le jour de sa sortie, le film se place en seconde position du box-office français des nouveautés en réalisant 62 087 entrées, dont 28 362 en avant-première, pour 598 copies. Il est précédé par la comédie Qu'est-ce qu'on à tous fait au bon Dieu ? (173 251) et suivi par une autre comédie : En même temps (16 346). Après une semaine, le film réalise 259 472 entrées, ce qui lui permet de se positionner au 3e rang, derrière Sonic 2, le film (403 586) et devant En corps (254 871). La 2e semaine d'exploitation en France permet au film d'animation d'engranger 176 979 entrées supplémentaires, tout juste devant En corps (176 495) et derrière Sonic 2, le film (297 105). Bien que Les Bad Guys engrange plus d'entrées la semaine suivante (251 772), le film d'animation perd une place (5e) derrière Le Secret de la cité perdue (317 713) et devant Les SEGPA (249 262).

## Suites

### Deuxième long métrage
En mars 2022, avant la sortie du film, Pierre Perifel évoque son envie de réaliser une suite et indique qu'il a déjà réfléchi à une autre histoire impliquant M. Loup et ses acolytes et pense à une date de sortie pour 2025. Les Bad Guys 2 sort en juillet 2025.

### Television specials
Un television special de noël, intitulé Un Noël façon Bad Guys (The Bad Guys: A Very Bad Holiday (en)), sort le 30 novembre 2023 sur Netflix. Aucun des interprètes du long métrage ne reprend son personnage dans cette version. Le récit se déroule avant les événements du long métrage. Dans cette nouvelle aventure, les Bad Guys veulent profiter du matin de Noël, quand tout le monde est chez soi pour ouvrir les cadeaux, pour effectuer leurs derniers braquages de l’année, mais quand la fête de Noël est brutalement annulée car ils ont explosé le ballon du Père Noël involontairement, ils doivent commettre l’impensable : ressusciter l’esprit de Noël en donnant au lieu de prendre.
Un autre special, The Bad Guys: Haunted Heist (en), est diffusé sur Netflix un an plus tard en octobre 2024.